# Mashiki
Mashiki (japanska: 益城町?, Mashiki-machi) är en landskommun (köping) i Kumamoto prefektur i Japan.  
Terminalen för Kumamotos flygplats ligger i Mashiki, men landningsbanorna ligger i grannkommunen Kikuyō.
Kommunen drabbades hårt av jordbävningarna i Kumamoto 2016.